# Fire Emblem (videogioco)
Fire Emblem, noto come Fire Emblem: Rekka no Ken (ファイアーエムブレム 烈火の剣?, Faiā Emuburemu: Rekka no Ken, lett. "Fire Emblem: La spada ardente") in Giappone, è un videogioco di ruolo del 2003, sviluppato da Intelligent Systems e pubblicato da Nintendo per Game Boy Advance. Anche noto come Fire Emblem: The Blazing Blade, è il settimo capitolo della serie Fire Emblem, il secondo distribuito su Game Boy Advance e il primo ad essere pubblicato fuori dal Giappone.
Il gioco è un prequel di Fire Emblem: Fūin no Tsurugi, ambientato nel continente immaginario di Elibe. Racconta la storia di Lyn, Eliwood e Hector, tre giovani lord che si uniscono in un viaggio per trovare il padre scomparso di Eliwood, Elbert, cercando nel frattempo di sventare una cospirazione più grande che minaccia la stabilità del Paese. Il gameplay, che attinge ai precedenti titoli di Fire Emblem, prevede combattimenti tattici tra eserciti su una mappa a griglia. Ai personaggi vengono assegnate diverse classi che ne influenzano le abilità e muoiono permanentemente se sconfitti in battaglia.
Lo sviluppo del gioco iniziò nel 2002, ma è stato prolungato in virtù dell'aggiunta di nuove funzionalità. Sebbene la serie Fire Emblem fosse inedita in Occidente a causa della difficoltà dei giochi, il successo di Advance Wars e la grande richiesta in seguito all'inclusione dei personaggi della serie in Super Smash Bros. Melee spinsero a rendere disponibile il gioco anche all'estero. Il gioco ha venduto un cospicuo numero di copie ed è stato accolto favorevolmente dalla critica internazionale. Il suo successo all'estero fece sì che tutti i giochi successivi (ad eccezione di Fire Emblem: Shin Monshō no Nazo: Hikari to Kage no Eiyū) venissero venduti anche al di fuori del Giappone.

## Trama
Il gioco si suddivide in tre avventure principali, le quali possono essere aumentate di alcuni capitoli se si soddisfano condizioni particolari:

### L'avventura di Lyn
La prima enuncia di uno stratega ritrovato, inconscio, da una dolce nomade, Lyndis, abbreviato in "Lyn" da chi le è amico. Lyn racconta allo stratega delle disgrazie passate, tra cui la perdita dei genitori, vittime di un assalto di banditi. Dopo aver sconfitto una coppia di banditi, lo stratega protagonista parte e Lyn lo accompagna. Più avanti incontreranno due cavalieri, Kent e Sain, che noteranno una notevole somiglianza tra Lyn e la duchessa di Caelin.
Sentito ciò, Lyn si fa aiutare dai due cavalieri per scoprire le sue vere origini. Più avanti incontreranno tanti altri personaggi, loro futuri alleati. Si scoprirà degli orditi meschini dello zio di Lyn, fratello del marchese di Caelin, il cui obiettivo è spodestare dallo scranno il nonno di lei.
Lyn, comprendendo di essere la figlia di una nobile, decide di liberare il popolo dalla tirannia dello zio e di salvare suo nonno.

### L'avventura di Eliwood
Eliwood, figlio del marchese di Pherae, viene a sapere che il padre, partito per una spedizione, non è più ritornato. Decide allora di mettersi in viaggio per ricercarlo, accompagnato da Marcus, fedele paladino di corte, ed il suo allievo, il fantino Lowen.
Proprio prima di partire dei banditi attaccheranno gli abitanti della contea e, per difendere la popolazione inerme, alcuni personaggi si uniranno alla squadra. Più avanti nel viaggio, mentre la trama si intreccia ancor più, vecchie e nuove conoscenze si porranno dinanzi ai protagonisti.

### L'avventura di Hector
È ambientata contemporaneamente a quella di Eliwood, ma la si vive dal punto di vista di Hector. Presenta maggiore difficoltà e alcuni capitoli extra.

## Modalità di gioco

Esempio di battaglia tra un lord, Lyn e un bandito.

In Fire Emblem al giocatore è richiesto l'utilizzo di tattica. È possibile utilizzare numerose unità, ognuna con una propria classe ed una propria storia.
Ogni missione ha mappa ed obiettivi differenti: difendere personaggi indifesi, sconfiggere un determinato nemico, conquistare una o più sedi sulla mappa.
Il gioco si avvicina ancor di più ad un JRPG grazie al fattore esperienza: ogni personaggio ottiene esperienza ferendo o uccidendo un nemico e può progredire di un livello e migliorare una o più delle sue statistiche una volta ottenuta esperienza a sufficienza. Il sistema di gioco si basa su una mappa divisa virtualmente in quadretti, ed un'unità singola occupa un quadretto.
Abbiamo a disposizione un numero infinito di turni, che si alternano a turni alleati che nemici, in cui dovremo saggiamente muovere le nostre unità e decidere il da farsi; in alcune missioni, per lo più di tipo difensivo, i turni sono limitati.
Da tener conto che in Fire Emblem esiste il triangolo delle armi, un sistema di combattimento simile al gioco della Morra cinese o il classico "carta-sasso-forbici":
Spada > Ascia > Lancia > Spada
Gli archi sono armi senza vantaggi o svantaggi verso nessun altro tipo di arma, ma l'arciere non si può difendere se attaccato da una casella di distanza.
Anche le arti magiche sono soggette a questa regola:
Magia nera > Magia anima > Magia luce > Magia nera
Le arti magiche non sono soggette al triangolo delle armi con le armi bianche.
Oltre a queste magie d'offesa, esiste anche la Magia curativa, che consente ai chierici o vescovi di curare uno o più alleati e non risente del triangolo delle armi e delle magie.
Seguendo questo schema di base, è possibile vincere con più facilità, ma oltre al triangolo delle armi esistono anche altri fattori da tenere a mente:
- bisogna utilizzare il terreno a proprio vantaggio, perché un personaggio debole può avere la meglio su uno più forte se nascosto in una foresta oppure in un forte, perché difesa e schivata aumentano notevolmente
- tenere sempre conto delle statistiche dei nemici, Boss di fine Capitolo soprattutto
- il fattore "casualità": un nemico, la cui probabilità di riuscità di un colpo è del 2%, potrebbe comunque uccidere all'istante un personaggio rapido ma poco resistente, fosse questi nascosto pure in una foresta o in un forte; solo con lo 0% di possibilità di colpire l'offeso è sicuro di sopravvivere al 100%

### Multigiocatore
In Fire Emblem è possibile sfidarsi fino a quattro persone in un'arena dove i personaggi dei giocatori si sfideranno. I giocatori possono scegliere sino a cinque dei loro personaggi usati nella storia. Ogni giocatore può scegliere un combattente alla volta, senza che però l'avversario sappia quale. Vince il giocatore che riesce a sopravvivere. È anche possibile aggiungere nemici dotati di intelligenza artificiale, eventualmente si voglia aumentare la sfida.

## Sviluppo
Lo sviluppo di Fire Emblem è iniziato nel 2002 dopo l'uscita di The Binding Blade. La trama è stata costruita attorno a tre personaggi principali e ai loro punti di forza in battaglia: il personaggio centrale Eliwood è stato reso abbastanza debole per adattarsi al concetto di una modalità "facile" per i nuovi giocatori, mentre Lyn e Hector sono stati realizzati per poter fornire sfide maggiori e porzioni di trama più intense. Come con The Binding Blade, il titolo "Fire Emblem" era rappresentato come uno stemma di famiglia. Sebbene inizialmente il gioco fosse stato concepito per essere molto simile al predecessore, vennero aggiunte numerose funzionalità in fase di sviluppo, quali i tutorial introduttivi e un maggiore ruolo del giocatore nel ruolo dello stratega invisibile. Ciò ha portato il tempo richiesto per la realizzazione dai sette mesi previsti a più di un anno. Il tutorial è stato incluso perché la forte difficoltà del gioco si era rivelata scoraggiante per i nuovi giocatori.
È possibile sbloccare contenuti aggiuntivi collegando il gioco al Mario Kart: Double Dash Bonus Disc tramite un cavo di collegamento GameCube - Game Boy Advance.

## Pubblicazione
Fire Emblem è stato annunciato per la prima volta all'inizio del 2003. È stato il secondo titolo della serie Fire Emblem ad essere stato sviluppato per Game Boy Advance. È stato pubblicato il 25 aprile 2003. Il gioco è stato successivamente reso disponibile sulla Virtual Console per Wii U il 14 maggio 2014.

### Localizzazione
L'idea di localizzare un gioco Fire Emblem in Occidente era in circolazione da un po' di tempo, ma gli elementi la presenza di molto testo e la possibilità che i giochi di ruolo tattici avrebbero avuto scarse vendite all'estero avevano mantenuto la serie esclusiva per il Giappone. Un altro fattore importante è stata l'apparizione di Roy da The Binding Blade e Marth dal primo Fire Emblem nel picchiaduro del 2001 Super Smash Bros. Melee. Il director del gioco, Masahiro Sakurai, intendeva includere Marth sin dall'originale Super Smash Bros., al fine di aumentare il numero di spadaccini nel gioco. La crescente base di giochi di ruolo tattici tra cui Advance Wars, oltre all'interesse raccolto dall'apparizione di Roy e Marth in Melee, convinse Nintendo a portare Fire Emblem oltreoceano. In una successiva intervista, l'addetto alla localizzazione Tim O'Leary dichiarò che localizzare il titolo era stato più difficile del suo successore The Sacred Stones, ma era di dimensioni inferiori rispetto a Fire Emblem: Path of Radiance.
Sebbene la sua localizzazione all'estero fosse già trapelata, il gioco venne mostrato per la prima volta all'Electronic Entertainment Expo del 2003, insieme a una demo giocabile. Per la sua uscita in Occidente, il sottotitolo fu rimosso, chiamandosi semplicemente "Fire Emblem". Il gioco è uscito in Nord America il 3 novembre 2003, in Australia il 20 febbraio 2004 e in Europa il 16 luglio. Successivamente è stato ripubblicato su Virtual Console per Wii U il 21 agosto 2014 in Europa e in Nord America il 4 dicembre dello stesso anno.

## Accoglienza
| Testata                         | Giudizio |
| ------------------------------- | -------- |
| Metacritic (media al 16-1-2015) | 88/100   |
| Eurogamer                       | 9/10     |
| Famitsū                         | 34/40    |
| GamePro                         | 4,5/5    |
| GameSpot                        | 8,9/10   |
| GameSpy                         | 4/5      |
| IGN                             | 9,5/10   |
| PALGN                           | 9/10     |

Fire Emblem ha ricevuto recensioni generalmente positive da parte della critica. Sull'aggregatore Metacritic, il gioco ha ottenuto un punteggio di 88/100 sulla base di 31 recensioni. È stato il sesto titolo GBA più recensito del 2003.
La rivista giapponese Famitsū ha elogiato i personaggi e ha ritenuto che fosse una valida aggiunta alla serie Fire Emblem, mentre Tom Bramwell di Eurogamer ha definito la trama assimilabile ai migliori esponenti del genere J-RPG e la sua integrazione quasi perfetta con le meccaniche di gioco. Bethany Massimilla di GameSpot ha elogiato la scrittura e lo sviluppo dei personaggi. Christian Nutt di GameSpy ha definito la sceneggiatura molto piacevole sia per le versioni giapponesi che occidentali, e Craig Harris di IGN ha ritenuto che il gioco fosse superiore ad Advance Wars in virtù della sua rappresentazione dei personaggi, criticando il fatto che alcuni personaggi fossero rimasti in vita per motivi narrativi nonostante la caduta in battaglia. Il revisore di PALGN Andrew Burns ha affermato che la storia iniziava a divenire interessante una volta completato l'arco narrativo di apertura di Lyn.
Riguardo al gameplay, Famitsu ha presentato opinioni variegate; un critico ha elogiato il tutorial, aggiunto per facilitare i nuovi giocatori, mentre un altro lo ha paragonato a una madre fastidiosa. Bramwell ha elogiato l'integrazione di elementi RPG e tattici, trovando inoltre la morte permanente dei personaggi adatta al mondo di gioco. Dingo è stato positivo riguardo al level design e ai controlli, ma ha notato che fosse piuttosto breve e poco approfondito rispetto a Final Fantasy Tactics Advance. Massimilla ha definito il gameplay accessibile e stimolante mentre Nutt si è mostrato scettico sul sistema di morte permanente nell'economia del gioco, apprezzando tuttavia il gioco nel suo complesso. Harris lo ha nuovamente confrontato con Advance Wars, affermando tuttavia che Fire Emblem aveva abbastanza elementi unici per renderlo un prodotto a sé stante, elogiando in generale i risultati del titolo. Burns, che aveva esperienza con i precedenti capitoli di Fire Emblem, ha definito il gioco un degno membro nella serie e un buon prodotto per l'Occidente.

### Vendite
Nella sua settimana di debutto, Rekka no Ken si piazzò al secondo posto nelle classifiche giapponesi con 93 880 unità vendute. La settimana successiva scese in quarta posizione vendendone altri 47 550, portando così le vendite totali a 141 430 unità. La settimana successiva raggiunse poi il 3º posto vendendo altre 23 296 unità. Il gioco raggiunse poi la 21ª posizione nella top 100 dei giochi più venduti in quella metà del 2003 con un totale di 223 575 unità. A partire dal 2012, Rekka no Ken ha venduto 272 000 unità in Giappone. Sebbene non siano disponibili cifre esatte di vendita per i territori occidentali, gli sviluppatori hanno successivamente affermato che Fire Emblem era stato un successo commerciale all'estero e che avesse spinto lo sviluppo di Path of Radiance per la console domestica GameCube.